# Festiwal Piosenki Rosyjskiej
Festiwal Piosenki Rosyjskiej – festiwal muzyczny, organizowany w Zielonej Górze w latach 2008–2013, nawiązujący do odbywającego się w tym samym mieście Festiwalu Piosenki Radzieckiej w latach 1965–1989.

## Historia
24 października 2006 zielonogórscy radni niemal jednomyślnie podjęli uchwałę o zorganizowaniu w Zielonej Górze Festiwalu Piosenki Rosyjskiej. Impulsem do decyzji była wypowiedź ministra spraw zagranicznych Rosji Siergieja Ławrowa, który zaproponował polskiej minister Annie Fotydze powrót do odbywającego się przez ponad 20 lat Festiwalu Piosenki Radzieckiej, na którego edycjach debiutowali kiedyś nowi artyści. Pomysły organizacji festiwalu narodziły się też w Kołobrzegu i Olsztynie. Według przyjętych przez zielonogórskich radnych założeń festiwal miał być świętem piosenki i kultury rosyjskiej. Festiwalowi towarzyszyły imprezy tematyczne – jazzowe i młodzieżowe w klubach na terenie Zielonej Góry i regionu. Zwycięzcy festiwalu nagradzani byli, podobnie jak na Festiwalu Piosenki Radzieckiej, złotymi, srebrnymi i brązowymi samowarami.
Eliminacje do pierwszej edycji FPR rozpoczęły się w marcu 2008 w Zielonej Górze. Pierwszy Festiwal Piosenki Rosyjskiej nawiązujący swą formułą do dawnych Festiwali Piosenki Radzieckiej odbył się w Zielonej Górze w dniach 6–7 czerwca 2008.
W 2010 r. zmieniono regulamin festiwalu. Od ówczesnej edycji w konkursie brali udział wyłącznie profesjonalni artyści estradowi. Od 2014 roku festiwal jest zawieszony z powodu konfliktu na Ukrainie.

## Goście Festiwalu
W charakterze gości na festiwalu występowali między innymi: Alina Artz, Arash, Dima Biłan, Michael Bolton, Julio Iglesias Jr., Lew Leszczenko, Alexander Rybak, Slava, Paweł Sokołow, Waleria, grupy Fabrika, Gorod 312, Iwanuszki International, Korni, Lube, Zwieri i Ziemljanie.

## Laureaci festiwalu
| Rok  | Złoty Samowar                                                          | Srebrny Samowar                                                              | Brązowy Samowar                                              |
| 2008 | Sebastian Plewiński „Da zdrawstwujet estrada” (Да здравствует эстрада) | Katarzyna Rościńska ???                                                      | Agnieszka Konarska ???                                       |
| 2009 | Agnieszka Konarska „Osień” (Осень)                                     | Małgorzata Główka ???                                                        | Emils & Sabine ??                                            |
| 2010 | Anna Dereszowska „Aktrisa” (Актриса)                                   | Agnieszka Włodarczyk „Opiat’ mietiel” (Опять метель)                         | Marii „Ja nie boleju toboj” (Я не болею тобой)               |
| 2011 | Krzysztof Respondek „Bieriega Rossii” (Берега России)                  | Stachursky „Biełyje rozy” (Белые розы)                                       | Sylwia Grzeszczak „Za toboj” (За тобой)                      |
| 2012 | Volver „Million ałych roz” (Миллион алых роз)                          | Rafał Brzozowski „Pozowi mienia ticho po imieni” (Позови меня тихо по имени) | Maria Niklińska i Jarosław Witaszczyk „Tango rozbitych serc” |
| 2013 | Michał Szpak „Oczi czornyje” (Очи чёрные)                              | Natalia Sikora „Jasnyj sokoł” (Ясный сокол)                                  | Marcin Kindla „Korabli” (Корабли)                            |